# Colm Tóibín
Colm Tóibín (wym. ˈkɔl̪ˠəmˠ t̪ˠoːˈbʲiːnʲ, ur. 30 maja 1955 w Enniscorthy) – irlandzki pisarz i eseista.

## Biografia i twórczość
Ukończył studia na Uniwersytecie w Dublinie (University College Dublin). Podczas kilkuletniego pobytu w Hiszpanii wydał pierwszą powieść The South (Południe) w 1990. W związku ze śmiercią gen. Franco, Tóibín brał aktywny udział w manifestacjach i ruchach antyfaszystowskich w Barcelonie. Owocem tych, jak i argentyńskich przeżyć był zbiór esejów Trial of the Generals (Sąd generałów). Efektem pobytu w Argentynie, była głośna powieść The story of the night (Historia nocy). To powieść "thriller", romans i jednocześnie głęboki portret psychologiczno-historyczny emancypacji gejowskiej w Buenos Aires ostatnich lat rządów junty wojskowej. Tematyce gejowskiej autor poświęcił też obszerne studium krytyczno-literackie Love in a Dark Time (Miłość w ciemnym czasie), w którym opisał twórczość pisarzy homoseksualnych od Szekspira po czasy współczesne.
Colm Tóibín jest dziś powszechnie uważany za jednego z najlepszych współczesnych pisarzy irlandzkich. Jego książki przekładane są na wiele języków, a twórczość wyróżniana nagrodami literackimi: Booker Prize finalista w 1999; American Academy of Arts and Letters E. M. Forster nagroda w 1995; irlandzka Aer Lingus Literature Prize w 1991; nagroda Encore w 1992. Pisarz nigdy nie ukrywał faktu, że jest gejem, traktując to jako naturalny element swej osobowości.

## Beletrystyka
- Brooklyn
- The Blackwater Lightship
- The Empty Family
- The Heather Blazing
- The Master
- The South
- The Story of the Night
- The Testament of Mary
- Finbars Hotel (zbiór opowiadań, z innymi autorami)

oraz szereg opracowań literackich, krytycznych i publicystycznych.

## Źródła
- Ray Ryan Ireland and Scotland: Literature and Culture, State and Nation, 1966-2000, Oxford University Press, 2002
- Wywiad z Colmem Toibinem